# 奧蘇加冰川
72°34′S 166°55′E / 72.567°S 166.917°E
奧蘇加冰川（英語：Osuga Glacier）是南極洲的冰川，位於維多利亞地的博克格雷溫克海岸，最終在伯頓山以東注入特拉法爾加冰川，美國地質調查局根據測量和該國海軍的空中照片繪入地圖，現時由南極條約體系管理。